# Un italiano in America
Un italiano in America è un film del 1967 diretto da Alberto Sordi.

## Trama
Giuseppe Marossi lavora a un distributore di benzina nella provincia di Viterbo quando riceve la visita di un americano: questi gli rivela che suo padre non è morto come Giuseppe credeva, ma da anni vive in America. Potrà incontrarlo gratuitamente se accetterà di rivederlo in una trasmissione televisiva.
Lando Marossi, fattosi conoscere con il nome di Mandolino, è un sedicente business man: uno dei tanti emigrati italiani arrivati in America sicuri di una fortuna imminente. Decide quindi di iniziare suo figlio a questo mondo luccicante fatto di casinò, alberghi di lusso e pozzi di petrolio.
Presto Giuseppe si rende conto che suo padre in realtà non è ricco come vuol far credere, ma ha il vizio del gioco, vive di espedienti e ha approfittato della trasmissione televisiva per racimolare del denaro da restituire ai creditori. Quando il figlio si accorge di ciò, i due si lasciano nuovamente.
Rimasto senza denaro e cercando di rintracciare suo padre, che nel frattempo si è appropriato anche del biglietto aereo di ritorno del figlio, giunge a una tavola calda con pompa di benzina gestita da una ragazza, Evelyn, cognata del padre e una piccola villetta logora adiacente, ancora di proprietà del padre, che gliela aveva descritta pomposamente come "villa sul Mississippi".
Giuseppe torna quindi a lavorare alla pompa di benzina, questa volta negli Stati Uniti e in compagnia di Evelyn.

## Colonna sonora
Le musiche del film sono composte da Piero Piccioni e dirette da Bruno Nicolai. La canzone Amore amore amore amore è cantata da Christy. La canzone Walk song è cantata da Lydia MacDonald.